# Ozawa-Ken
『Ozawa-Ken』（オザワケン） は、比護賢之（ひご よしゆき）が開発したタイピングソフトである。本項ではパッケージソフト版の『OZAWA-KEN+ おばちゃん出ちゃいました!』と、フリーの英語学習ソフト『オザイオン』、同じく比護が開発したタイピングソフト『Typing Land』についても記述する。

## Ozawa-Ken
『Ozawa-Ken』（オザワケン） は、比護賢之が開発したタイピングソフトである。ソフトの名前は、作者が東京工科大学在籍中に所属していた小澤研究室から名付けたものである。1999年7月にVectorでフリーゲームとして公開され、公開から1か月で20000ダウンロードを達成した。2008年1月現在の最新バージョンは1.6。ゲームモードは格闘ゲーム、電気瓦割り修行、電気板割り修行の3種類がある。『日経パソコン』2010年8月9日号では、人気の高いタイピングソフトのひとつとして本作をあげている。

### 格闘ゲーム (Typing Battle)
タイピングに対戦型格闘ゲームの要素を取り入れているモード。画面上に表示された文章をタイピングし、敵キャラクターと戦う。正しい文字を入力すると敵キャラクターにダメージを与えることができるが、間違った文字を入力したり、入力が遅れたりすると自分が一回のタイプミス×攻撃力のダメージを受ける。自分か相手のどちらかの体力がなくなるか時間切れになると対戦は終了となる。（双方の体力が残っている場合は、体力が多く残っている方の勝利）勝敗の発表が終わった後、タイピング速度と正解率に応じたランクが表示される。なお、画面上部表示されているメータをコンボメーターといい、ポインターの位置によって以下のコンボが発動される。
プレイヤーコンボ
正確に文字を入力し続けるとコンボメーターが右に移動し、コンボメーターが右に振り切れるとプレイヤーコンボが発動する。制限時間内に入力した文字数に応じて連続技を出すことができる。この時に一度でも間違うとコンボは失敗となる。
エネミーコンボ
文字入力を間違うとコンボメーターが左に移動し、コンボメーターが左に振り切れるとエネミーコンボが発動する。制限時間内に入力した文字数の分だけ敵の連続技を回避することができる。この時に一度でも間違うと、残った必要タイプ数の分のダメージを受ける。（10文字以上の文字列は最後の文字の分に特殊攻撃として、通常ダメージの倍以上のダメージを加算）
登場する敵キャラクターは以下のとおり。レベルは1から6まであるが、自分の強さが変わらない（防御力など）一方、敵の方はレベルが上がるほど戦闘能力も上昇し、記号入力など高度な技術とタイピングの速さが要求されるようになる。
1. HIRATA
2. NARUKAWA
3. HARADA
4. YAMAUCHI
5. TSUKIE
6. LEGO（一定条件を満たすと出現）

### 電気瓦割り修行 (Electric Chopping Kawara)
画面上に次々と出現する文字を入力していく。文字入力の速さに応じて、瓦の割れる枚数が変化する。画面上にキーの位置と指使いが表示されるので、タイピングの基礎を学ぶことができる。

### 電気板割り修行 (Electric Punching Board)
画面の上下から次々と出現するボードに表示された文字を入力していく。正しい文字を入力するとレベルアップメーターが上昇し、メーターが一定値以上になるとレベルアップする。レベルが上昇するとボードの速度が上がり、入力にシフトキーを要する記号も出現するようになる。間違った文字を入力した場合や、ボードが画面外に出る前に文字を入力できなかった場合はレベルアップメーターが下降する。レベルアップメーターが0になるか、前回のレベルアップから60秒以内にレベルアップできなかった場合はゲームオーバーになる。なお、ゲームオーバーになるまでゲームは続く。

### 評価
窓の杜の記事では、「実写をベースとした格闘キャラは動きもユニーク」と評され、「優れたゲーム性に加え、常にホームポジションが表示されたキーボードなどインターフェイス」についても評価されている。
朝日新聞のコーナー「ソフ得」では、鐸木能光によって「タイプ打ち練習というより、ゲームそのものだと割り切って挑戦しても、十分面白い」と評価されている。一方、欠点として「キー入力の仕方をあまり多く設定できないこと」があげられている。
Softonicのレビュー記事では「格闘アクションゲームとして面白いタイピングゲーム」と評され、「タイピング初心者も楽しみながら上達できるように工夫」されていると評価されている。一方「長文はないので、上級者には物足りないかもしれない」とも指摘されている。

## OZAWA-KEN+ おばちゃん出ちゃいました!
『OZAWA-KEN+ おばちゃん出ちゃいました!』（オザワケンプラス おばちゃんでちゃいました!） は、Ozawa-Kenのパッケージソフト版である。2004年6月25日にSSIトリスターから発売された。ゲームシステムはフリーウェア版のOzawa-Kenと同様だが、グラフィックが一新されている。
登場する敵キャラクターは以下のとおり。新しく「TOGAWA」と「OBACHAN」が追加されている。「OBACHAN」役には、ダウンタウンのガキの使いやあらへんで!!で「キスおばちゃん」「腰フリおばちゃん」として出演していた浅見千代子が起用されている。
1. HIRATA
2. NARUKAWA
3. HARADA
4. YAMAUCHI
5. TSUKIE
6. TOGAWA
7. OBACHAN
8. ????（一定条件を満たすと出現）

## オザイオン
『オザイオン』 (ozaeon) は、比護賢之が開発し、イーオン・デジタル・ワークスが配布している英語学習ソフトである。ゲームシステムはOzawa-Kenと同様で、画面上に表示された英単語をタイピングし、敵キャラクターと戦う。
問題集として、最初から100問の問題が用意されている。また、イーオン・デジタル・ワークスのサイトで無料会員登録をすることで、追加問題集をダウンロードすることができる。
『日経ソフトウエア』2003年1月号では「使える英語学習ソフトウェア」のひとつとして本作をあげ、「ゲームセンターの格闘ゲームのような見事なビジュアルがすばらしい」と評している。また『日経パソコン』2000年12月11日号や産経新聞（2002年4月18日付朝刊）においても、本作が紹介されている。

## Typing Land
『Typing Land』（タイピングランド） は、比護賢之が開発したタイピングソフトである。1999年に開発した『Ozawa-Ken』が「今のコンピューターでは動かなく」なったため、新たなタイピングソフトの必要性を感じ、約2年の歳月をかけて開発したとのこと。
日本語をはじめとする8か国語に対応。40種類のミニゲーム全81レッスンを用意しており、また所定の条件を満たすことで全150種類のバッジを獲得できる。なおアプリ内から寄付することにより、41個目のミニゲーム『Typing Sword』をプレイできるようになる。